# Atlantoraja
Atlantoraja és un gènere de peixos de la família dels raids i de l'ordre dels raïformes.

## Taxonomia
- Atlantoraja castelnaui (Miranda-Ribeiro, 1907)[2]
- Atlantoraja cyclophora (Regan, 1903)[3]
- Atlantoraja platana (Günther, 1880)[4]